# Томська митрополія
Томська митрополія — митрополія Російської православної церкви, утворена в межах Томської області.
Заснована рішенням Священного синоду Російської православної церкви від 12 березня 2013 року. Главою митрополії призначено правлячого архієрея Томської єпархії.

## Митрополити
- Ростислав (Дев'ятов) (з 12 березня 2013 року)

## Склад митрополії
Митрополія включає в себе дві єпархії:

### Колпашевська єпархія
Територія: Александровський, Бакчарський, Верхньокетський, Каргасоцький, Колпашевський, Кривошиїнський, Молчановський, Парабельський, Чаїнський райони, а також місто Стрежевий.

### Томська єпархія
Територія: міські округи Томськ, Кедровий, Сєверськ; Асінівський, Зирянський, Кожевниковський, Первомайський, Тегульдетський, Томський, Шегарський райони.